# Bandera de la Colúmbia Britànica
La bandera de la Colúmbia Britànica fou adoptada el 1960 i reprodueix el disseny de l'escut d'armes de la província.

## Disseny
Està dividida en dues franges horitzontals, sent la superior un terç de l'ample de la bandera i formada per la bandera del Regne Unit carregada al centre per una corona. La franja inferior, de dos terços d'amplada, mostra un sol ponent sobre tres franges blaves ondulades i quatre de blanques. La proporció de la bandera és 3:5.
Els colors oficials en Pantone són: Blau 2728, Groc 116, Vermell 1795 i Blanc.
Com a curiositat, destaca que a diferència de l'escut, la bandera provincial és de domini públic i no està protegida per la Llei de Símbols Provincials i Honors. Però encanvi si que existeix un protocol sobre la bandera.
La bandera de la Colúmbia Britànica és similar a la bandera del Territori Britànic de l'Oceà Índic. També presenta similituds amb l'escut d'armes del comtat de Suffolk al Regne Unit.

## Simbologia
A la franja superior trobem la bandera del Regne Unit o Union Jack representa el passat britànic de la província i la corona del rei Eduard al centre representa a la família reial britànica.
A la franja inferior hi trobem tres franges ondulades blau marí i quatre de color blanc que simbolitzen la ubicació de la província entre l'oceà Pacífic i les muntanyes Rocoses. El sol ponent representa el fet que la Colúmbia Britànica és la província més occidental del Canadà.

## Banderes històriques

Pavelló blau de la província entre 1866-1906.
Variant no oficial entre 1906-1960.

## Altres banderes

Bandera de la comunitat francòfona.
Bandera no oficial de l'illa de Vancouver (1988)